# Universiteti Vitrina
Universiteti Vitrina war eine private Universität in der albanischen Hauptstadt Tirana, in der in albanischer, englischer und deutscher Sprache gelehrt wurde. Die Universität wurde 2004 auf Regierungsbeschluss Nummer 32.237 gegründet und 2014 auf Regierungsanweisung wieder geschlossen. An die Universität war ein Gymnasium und ein Fortbildungszentrum für berufsbegleitende Studien angeschlossen. Vitrina war Mitglied im Netzwerk der Balkan-Universitäten.

## Fakultäten und Campus
- Rechtswissenschaft
- Wirtschaft und Tourismus
- Architektur
- Erziehungswissenschaften
- Ingenieurwesen
- Medizin
- Politische Wissenschaften

Das akademische Jahr hat zwei Semester (Oktober–März; April–Juni).
Der Universitätscampus mit 20.000 Quadratmeter liegt außerhalb von Tirana in der Nähe des Einkaufszentrums Citypark Albania.

## Bachelor Programme
- Rechtswissenschaft, Zivilrecht, Strafrecht, Verwaltungsrecht, 3 Jahre
- Finanz-, Geschäfts-, Tourismus- und Administrationsmanagement
- Politikwissenschaft, Journalismus, Kommunikation, Internationale Beziehungen
- Medizin, Pflege und Pharmazie
- Elektronik, Ingenieurwesen, Telekommunikation, Mechatronik und Informationstechnologie
- Erziehungswissenschaft, Psychologie, Soziologie, und Pädagogik sowie Fremdsprachen und Literatur
- Planung und Projektierung, Bau und Erhaltung von Gebäuden

## Master Programme
- Master in Finanzwesen, Bank, Management und Marketing
- Master in Politik, Kommunikation und Administration
- Master im Rechtswesen
- Master in Erziehung, Ausbildung, Management von Ausbildungsinstitutionen und Fremdsprachen
- Master in Gesundheits- und Klinikmanagement sowie Gesundheitsforschung
- Master in Elektronik und Mechatronik
- Master in Architektur

## Kooperationen
Es bestehen Kooperationen mit folgenden Institutionen:
- Üniversitesi Bursa
- Üniversitesi Sehir Istanbul
- Trakya Üniversitesi Edirne
- Universität Zagreb
- Universität Varaždin
- Universität Ondokuz Mayis Samsun
- London South Bank University
- Universität Sarajewo

Es bestehen Ausbildungsbeziehungen zu:
- Akademie der Wissenschaften (Tirana)
- Gesundheitszentrum Shëndeti (Tirana)
- Universiteti FAMA (Priština, Kosovo)
- Universitätskolleg Biznesi (Priština)
- Institut für Geschichte (Priština)
- Elita-Krankenhaus (Ferizaj, Kosovo)
- Omega Farma Group

## Sofortige Schließung 2014
Am 5. August 2014 musste die Universität per sofort ihre Türen schließen, nachdem sie dazu vom Bildungsministerium aufgefordert wurde. Die Universität erfüllte die nötigen Anforderungen nicht, wie bei einer Kontrolle festgestellt worden war.